# VV Veendam in het seizoen 1954/55
Het seizoen 1954/1955 was het eerste jaar in het bestaan van de Veendamse betaaldvoetbalclub Veendam. De club kwam uit in de Eerste klasse A en eindigde daarin op de 13e plaats, dit betekende dat de club in het nieuwe seizoen uitkwam op het  één-na-hoogste voetbalniveau.

## Wedstrijdstatistieken

### Eerste klasse B(afgebroken)
|       | Ajax  | Be Quick | DOS   | EDO | Enschedese Boys | Go Ahead | Heracles | N.E.C. | Rigtersbleek | Stormvogels | De Volewijckers | Zwolsche Boys |
| ----- | ----- | -------- | ----- | --- | --------------- | -------- | -------- | ------ | ------------ | ----------- | --------------- | ------------- |
| Thuis | –     | –        | –     | –   | 1 – 4           | –        | –        | 0 – 2  | –            | 1 – 3       | –               | –             |
| Uit   | 7 – 1 | 5 – 3    | 2 – 3 | –   | –               | –        | 1 – 1    | –      | 4 – 1        | –           | –               | –             |

### Eerste klasse A
|       | Amsterdam | DOS   | Emma  | Excelsior | Go Ahead | Holland Sport | Leeuwarden | LONGA | MVV   | NAC   | Roda Sport | Stormvogels | Zwolsche Boys |
| ----- | --------- | ----- | ----- | --------- | -------- | ------------- | ---------- | ----- | ----- | ----- | ---------- | ----------- | ------------- |
| Thuis | 2 – 2     | 0 – 4 | 1 – 3 | 1 – 2     | 5 – 1    | 1 – 1         | 3 – 5      | 4 – 5 | 1 – 1 | 1 – 1 | 2 – 3      | 3 – 3       | 2 – 1         |
| Uit   | 4 – 1     | 6 – 2 | 4 – 1 | 4 – 0     | 0 – 1    | 8 – 0         | 1 – 3      | 4 – 0 | 1 – 1 | 4 – 1 | 6 – 1      | 6 – 1       | 5 – 0         |

## Statistieken Veendam 1954/1955

### Eindstand Veendam in de Nederlandse Eerste klasse A 1954 / 1955
| Stand | Gespeeld | Gewonnen | Gelijk | Verloren | Punten | Doelpunten voor | Doelpunten tegen |
| ----- | -------- | -------- | ------ | -------- | ------ | --------------- | ---------------- |
| 13e   | 26       | 4        | 6      | 16       | 14     | 38              | 85               |

### Eindstand Veendam in de Nederlandse Eerste klasse B 1954 / 1955 (afgebroken)
| Stand | Gespeeld | Gewonnen | Gelijk | Verloren | Punten | Doelpunten voor | Doelpunten tegen |
| ----- | -------- | -------- | ------ | -------- | ------ | --------------- | ---------------- |
| 13e   | 8        | 1        | 1      | 6        | 3      | 11              | 28               |

### Topscorers
| #      | Naam            | Goal |
| ------ | --------------- | ---- |
| 1.     | Kris Walburg    | 11   |
| 2.     | Afinus de Vries | 7    |
| 3.     | Sietze de Jong  | 6    |
| 4.     | Jan Walburg     | 3    |
| 4.     | Henk Hulsen     | 3    |
| 6.     | Hendrik Hof     | 2    |
| 6.     | Max Rosies      | 2    |
| 6.     | Lammert Snijder | 2    |
| 9.     | Luitje Dekker   | 1    |
| 9.     | Jimmy Post      | 1    |
| Totaal | Totaal          | 38   |

| #      | Naam            | Goal |
| ------ | --------------- | ---- |
| 1.     | Jan Walburg     | 3    |
| 2.     | Thomas Drenth   | 2    |
| 2.     | Sietze de Jong  | 2    |
| 2.     | Afinus de Vries | 2    |
| 5.     | Hendrik Hof     | 1    |
| 5.     | Kris Walburg    | 1    |
| Totaal | Totaal          | 11   |